# Ban Gu
Pour les articles homonymes, voir Ban.
Dans ce nom, le nom de famille, Ban, précède le nom personnel.
Ban Gu (chinois : 班固 ; pinyin : bān gù), né en 32, mort en 92), est un historien et poète chinois.
Continuateur de l'œuvre historique de Sima Qian, Ban Gu est le principal auteur des Annales des Han (漢書), terminées par sa sœur Ban Zhao (班昭).
Il est aussi l'auteur du Fu des deux capitales (兩都賦, Liang du fu), dans lequel il souligne le contraste entre la somptueuse et décadente capitale des Han antérieurs, Chang'an, et l'austérité de Luoyang, capitale de la nouvelle dynastie.